# Morti nel 1579
| Questa pagina contiene informazioni ricavate automaticamente dalle voci biografiche con l'ausilio del template Bio e di un bot. L'aggiornamento è periodico e automatico e ricostruisce completamente la pagina. Se manca una persona in questa lista, sei pregato di non aggiungerla, ma accertati piuttosto che la sua voce biografica contenga il template Bio e che i dati anagrafici siano correttamente compilati. Se il template Bio manca, inseriscilo tu stesso o, in alternativa, metti l'avviso {{tmp\|Bio}} che ne segnala la mancanza. Se i dati riportati sono sbagliati, correggi direttamente la voce biografica; le modifiche saranno visibili in questa lista entro pochi giorni. Per chiarimenti vedi il progetto biografie. La lista contiene solo le 61 persone che sono citate nell'enciclopedia e per le quali è stato implementato correttamente il template Bio. Pagina aggiornata al 14 dic 2024. |

## Gennaio(1)
- 18 gennaio - Jorge de Santa Luzia, vescovo cattolico portoghese

## Febbraio(2)
- 12 febbraio - Laurentius Petri Gothus, religioso svedese
- 16 febbraio - Gonzalo Jiménez de Quesada, esploratore spagnolo (n. 1509)

## Marzo(1)
- 17 marzo - Cecilia Orsini, nobildonna italiana (n. 1493)

## Aprile(5)
- 12 aprile - Jean de Montluc, vescovo cattolico francese (n. 1508)
- 13 aprile - Uesugi Norimasa, militare giapponese (n. 1523)
- 19 aprile - Uesugi Kagetora, militare giapponese (n. 1552)
- 22 aprile - Girolamo Pallavicino, condottiero italiano (n. 1508)
- 29 aprile - Diego de Landa, vescovo cattolico spagnolo (n. 1524)

## Maggio(2)
- 6 maggio - François de Montmorency, nobile e militare francese (n. 1530)
- 26 maggio - Gamō Sadahide, militare giapponese (n. 1509)

## Giugno(2)
- 18 giugno - Gilles van Berlaymont, nobile olandese
- 25 giugno - Hatano Hideharu, militare giapponese (n. 1541)

## Luglio(3)
- 6 luglio - Takenaka Shigeharu, militare giapponese (n. 1544)
- 15 luglio - Simão Rodrigues, gesuita portoghese (n. 1510)
- 29 luglio - Benedetto Lomellini, cardinale e vescovo cattolico italiano (n. 1517)

## Agosto(7)
- 5 agosto - Stanislao Osio, vescovo cattolico e cardinale polacco (n. 1504)
- 12 agosto - Domenico Bollani, politico e vescovo cattolico italiano (n. 1514)
- 13 agosto - Patrick O'Hely, vescovo cattolico irlandese
- 15 agosto - Gerasimo di Cefalonia, monaco cristiano e santo greco (n. 1506)
- 16 agosto - Isabella Gonzaga, nobile italiana (n. 1537)
- 19 agosto - Louis de Clermont d'Amboise, nobile francese (n. 1549)
- 23 agosto - Francisco Pacheco de Villena, cardinale e arcivescovo cattolico spagnolo (n. 1508)

## Ottobre(5)
- 5 ottobre - Matsudaira Nobuyasu, militare giapponese (n. 1559)
- 11 ottobre - Sokollu Mehmed Pascià, politico e generale ottomano
- 15 ottobre - Marcello Venusti, pittore italiano (n. 1510)
- 24 ottobre - Alberto V di Baviera, nobile tedesco (n. 1528)
- 24 ottobre - Andreas I Imhoff, banchiere, mercante e politico tedesco (n. 1491)

## Novembre(7)
- 4 novembre - Venceslao III Adamo di Teschen, duca (n. 1524)
- 5 novembre - Giovan Battista Guarinoni d'Averara, pittore italiano
- 6 novembre - Girolamo Federici, vescovo cattolico e giurista italiano (n. 1516)
- 15 novembre - Ferenc Dávid,  rumeno
- 21 novembre - Thomas Gresham, mercante e banchiere inglese (n. 1519)
- 21 novembre - Cipriano Piccolpasso, architetto, storico e ceramista italiano (n. 1524)
- 27 novembre - Simon Fizes de Sauve, politico francese (n. 1535)

## Dicembre(2)
- 11 dicembre - Pomponio Cotta, vescovo cattolico italiano
- 20 dicembre - Roger de Saint-Lary de Bellegarde, militare e politico francese (n. 1525)

## Senza giorno specificato(24)
- Voravongse I, sovrano laotiano
- Giovan Battista Adriani, storico e oratore italiano (n. 1511)
- Livio Agresti, pittore italiano
- Nicholas Bacon, politico britannico (n. 1509)
- Antonio Barre, editore e compositore italiano
- Silvio Belli, matematico e ingegnere italiano (n. 1520)
- Jacopo Bertucci, pittore e scultore italiano (n. 1502)
- Hubert Cailleau, pittore e miniatore francese (n. 1526)
- Giovanni Cambiaso, pittore italiano (n. 1495)
- Giambattista Canano, medico italiano (n. 1515)
- Galeotto Cei, marinaio italiano (n. 1513)
- Giovanni Tommaso Cimello, poeta e musicista italiano
- Juan Fernández de Navarrete, pittore spagnolo (n. 1526)
- Giuseppe Gagini, scultore italiano
- Giacomo Grimaldi Durazzo, doge (n. 1503)
- Hisatake Chikanobu, militare giapponese
- Kiso Yoshiyasu, militare giapponese (n. 1514)
- Giuseppe Nasi, diplomatico portoghese (n. 1524)
- Tomé de Sousa, esploratore e militare portoghese (n. 1503)
- Francesco Spezzino, pittore italiano
- Luca Spinola, doge (n. 1489)
- Yu Dayou, generale cinese (n. 1503)
- Miguel de Fuenllana, compositore spagnolo (n. 1500)
- Pietro Antonio di Capua, arcivescovo cattolico italiano (n. 1513)